# Personnages de Chrono Trigger
Pour un article plus général, voir Chrono Trigger.
Les personnages du jeu vidéo Chrono Trigger ont été créés en 1994-1995 par le dessinateur Akira Toriyama pour le jeu vidéo de Square. Ces personnages sont issus de différentes époques, de la Préhistoire au Futur, en passant par le Moyen Âge, le Présent et l'Antiquité.

## Création et influences
Les personnages de Chrono Trigger ont été conçus par Akira Toriyama, basés sur des croquis du scénariste Masato Kato. L'équipe de développement voulait un casting diversifié pour refléter les différentes époques visitées par le joueur. Tout en travaillant sur les actions en combat du jeu, ils ont décidé d'inclure un personnage jouable qui n'était ni humain, ni robot. Kato dessina des croquis pour un groupe de huit personnages jouables, comprenant un protagoniste masculin, la fille d'un roi-fée, un robot en fer, un homme-monstre, une jeune inventrice, un roi démon, une fille primitive et un vieux sage. Six des idées initiales ont été retravaillés par Toriyama, tandis que le personnage du vieux sage a été abandonné et l'homme-monstre remplacé par le design personnel de Toriyama d'un homme-grenouille.
En plus des artworks des personnages principaux, Toriyama a conçu les personnages non-joueurs et les monstres du jeu, bien que Hironobu Sakaguchi a contribué à l'idée du robot chantant Gonzales. L'équipe de développement a étudié tous les dessins que Toriyama a réalisé pour le jeu et a essayé d'être aussi fidèle que possible à son style. En particulier, des noms humoristiques ont été choisis pour plusieurs personnages. L'équipe a noté que ce genre d'humour aurait été impossible dans la série Final Fantasy. Certains des noms utilisés dans la localisation anglophone du jeu ont été inspirés par des personnages bibliques, incluant Belthasar, Gaspar, Melchior, et Magus. Toutefois, Kato n'avait pas en particulier la Bible à l'esprit lors de l'écriture de l'histoire et n'était pas au courant des noms choisis par le traducteur Ted Woosley.

## Personnages jouables
Ces personnages sont au nombre de sept, dont un optionnel.

### Chrono
- Nom japonais : Chrono (クロノ, Kurono?)
- Âge : 17 ans
- Taille : 168 cm
- Poids : 57 kg
- Arme : Katana
- Élément : Lumière

Chrono est le personnage principal du jeu. C'est un jeune garçon de 17 ans qui vit avec sa mère Gina, dans la paisible ville de Truce du royaume de Gardia, en l'an 1 000. 
Il rencontre Marle à la foire du millénaire et est plus tard accusé par le chancelier royal de l'avoir enlevée. Il est jugé par un tribunal, envoyé en prison et condamné à l’exécution, cependant, en fonction des choix du joueur, il peut réussir à s'échapper à temps, ou être sauvé in extremis par sa meilleure amie, Lucca.
En l'an −12 000, quand le groupe est confronté à l'extraterrestre Lavos dans le sanctuaire sous-marin du royaume de Zhyle, Chrono sacrifie sa vie pour sauver celle de ses amis et alliés. Par la suite, Marle le remplacera à la tête du groupe, bien que le joueur peut choisir de ne pas utiliser le personnage. Il est possible d'effectuer une quête permettant de le sauver, en effectuant une ascension vers le mont des défunts en l'an 2 300  et en utilisant le Chrono Trigger, ou Œuf du temps, un objet-clé offert au groupe par Hasch, le sage du temps.
Dans Chrono Cross, Chrono et Marle, ont apparemment disparu dans des circonstances inconnues. Il est possible qu'ils aient péri durant la chute du royaume de Gardia en l'an 1 005, bien que cette supposition n'ait jamais été confirmée. Leurs fantômes, accompagnés de celui de Lucca, apparaissent quelquefois dans le monde d'origine de Serge, ainsi que vers la fin du jeu dans la tour Terra avec Gasch, le sage de la raison. Étrangement, ils ont une apparence bien plus jeune que celle qu'ils ont dans Chrono Trigger.
Dans le spin-off Radical Dreamers, on apprend au détour d'une conversation avec Kid que Lucca souhaitait voir la Flamme gelée reposer dans la tombe de Marle et de Chrono, ce qui confirme que les deux personnages sont bien décédés dans cette histoire alternative, bien que les circonstances de leur mort ne soient pas précisées.
Anecdotes
- Son nom dans la version nord-américaine du jeu est Crono. Beaucoup de fans pensent que le nom du personnage est censé être Chrono mais a été réduit à Crono vu que le jeu limite à 5 caractères le choix de nom des personnages. Le portage du jeu sur Nintendo DS limite, lui, à 6 caractères, permettra de le nommer Chrono.[réf. nécessaire]
- Dans la version nord-américaine du jeu, l'élément de Chrono est appelé "Éclair" (Lightning). Dans la version originale japonaise, son élément peut être traduit par le terme "Ciel" (天, Ten).
- En tant que personnage silencieux, Chrono parle sans qu'on voit ses paroles dans les boîtes de dialogue, comme c'est le cas dans certains jeux vidéo, seul le joueur aura des choix pour répondre. Il existe cependant une exception dans l'une des nombreuses fins du jeu.

### Marle
- Nom japonais : Marl (マール, Māru?)
- Âge : 16 ans
- Taille : 158 cm
- Poids : 45 kg
- Arme : Arbalète
- Élément : Glace

Marle, de son vrai nom Marledia (マールディア, Mārudia), est la fille unique du roi Gardia XXXIII et par conséquent princesse royale et héritière du trône. Elle est souvent décrite comme un garçon manqué, mais a une personnalité joyeuse, dynamique, spontanée et optimiste. Elle rêverait d'être une aventurière, mais son père l'empêche constamment de sortir du château et la contraint à passer ses journées à étudier avec de nombreux professeurs. Elle possède un pendentif énigmatique, offert par sa mère décédée.
Le jour de la foire du millénaire, elle s'échappe du domaine royal et fait une rencontre plutôt brutale avec Chrono. Elle lui cache tout d'abord sa véritable identité, de peur que celui-ci refuse sa compagnie. Pendant le show de Lucca, Marle essaye son téléporteur, mais l'énergie dégageant de la machine affecte son collier et ouvre un portail temporel l'envoyant 400 ans dans le passé. 
À cause de sa ressemblance physique avec son ancêtre, Lynne, épouse du roi Gardia XXI, qui est portée disparue lors de la première arrivée du groupe en l'an 600, Marle est confondue avec cette dernière. Chrono, ayant également emprunté le passage temporel, la retrouve dans la version médiévale du château de Gardia, mais elle disparait mystérieusement une nouvelle fois. En effet, l'Histoire ayant été altérée par l'abandon des recherches pour retrouver la véritable reine Lynne, elle fut vouée à périr. Sans descendance, sa lignée fut condamnée à ne jamais voir le jour ; ainsi, Marle, étant sa descendante, fut supprimée du continuum espace-temps. Chrono et Lucca feront la rencontre du chevalier Gren, qui les aidera à retrouver la reine, la sauvant d'un funeste destin et permettant ainsi à Marle de continuer à exister.
Pendant l'aventure, elle tombera amoureuse de Chrono et le remplacera à la tête du groupe après sa mort. Elle partira à la recherche d'un moyen de le sauver, ne pouvant se résoudre à le perdre. En escaladant le mont des défunts en l'an 2 300, elle utilisera le Chrono Trigger, ou Œuf du temps, afin d'empêcher sa mort.
La version de Chrono Trigger portée sur PlayStation révèle que Chrono et Marle se marient après les évènements du jeu.
Anecdotes
- Dans la version nord-américaine du jeu, le véritable nom de Marle (Marledia) est Nadia.

### Lucca
- Nom japonais : Lucca (ルッカ, Rukka?)
- Âge : 19 ans
- Taille : 160 cm
- Poids : 48 kg
- Arme : Pistolet
- Élément : Feu

Lucca est l'amie d'enfance de Chrono. Très intelligente, parfois excentrique et faisant preuve d'un humour décalé, c'est une véritable passionnée de sciences et de technologie, qui rêve de devenir une grande inventrice. Ses larges lunettes, très emblématiques, font souvent l’objet de moqueries de la part de certaines personnes. 
Dans le passé, sa mère, Lara, s'est broyé les jambes à cause d'un dysfonctionnement d'un prototype de tapis roulant. Depuis cet accident, Lucca, rongée par la culpabilité de n'avoir pas su comment éteindre cette machine, a développé une obsession pour la technologie, ce qui a nourri son ambition à devenir inventrice. Malheureusement, sa réputation est encore à faire, car les habitants de Truce disent d'elle que ses inventions explosent toujours. Sa dernière invention, le téléporteur est la seule qui ait fonctionné parfaitement jusqu'à ce que Marle l'utilise.
Dans une des quêtes annexes vers la fin du jeu, Lucca tombera sur un mystérieux portail temporel l'amenant en l'an 990 dans sa propre maison, ce qui lui permettra de changer le passé et de sauver sa mère de son handicap. Cette altération du passé ne l'empêchera tout de même pas de s'intéresser à la science (il est noté dans une page de son journal intime qu'elle souhaiterait en apprendre plus sur les machines).
La cinématique de fin montre Lucca, quatre ans après la fin du jeu, se promenant dans une forêt accompagnée d'une reproduction miniature de RoBo. Elle aperçoit une lueur dans les buissons et découvre un bébé portant un pendentif. La cinématique prend fin alors que nous voyons Lucca quittant la forêt, portant ce mystérieux enfant dans les bras.
L'histoire de Chrono Cross donnera une place relativement importante au personnage de Lucca : on apprend qu'après les événements de Chrono Trigger, elle a continué ses recherches sur l'espace-temps. Il est révélé que l'enfant qu'elle a trouvé dans la forêt est Kid, l'héroïne de Chrono Cross, qui est devenu sa sœur adoptive. La famille de Lucca a converti leur emblématique demeure en orphelinat afin de recueillir les orphelins de la guerre entre le royaume de Gardia et la nation militaire de Palpori. Elle participe au Projet Kid, sous la demande de Gasch, mais en l'an 1 015, Lynx et Arle l'enlève et l'oblige à libérer l'accès au circuit de Prométhée. Elle refuse et ils incendient son orphelinat. Alors âgée de trente-quatre ans, son destin est inconnue, bien que Lynx lui-même suggèrera qu'il l'a assassiné. Avant sa mort, elle a rédigé une lettre pour Kid, qu'elle a confié à Luccia, qui était son apprentie à l'époque. Dans cette lettre, elle explique entre autres à Kid qu'un certain Janus la protégerait toujours, tout en lui révélant qu'elle serait prête un jour à lui parler de ses véritables origines, notamment d'une jeune femme qu'elle a connue dans le passé et qui lui ressemblait beaucoup. Le fantôme de Lucca est présent dans la mer morte, dans la tour Terra et à la fin du jeu sur la plage Onassa, accompagné de celui de Chrono et Marle. Elle révèlera une partie des éléments de l'intrigue de Chrono Cross, ainsi que les origines de Kid.
Dans Radical Dreamers, l'histoire de Lucca est sensiblement la même, sauf qu'il est précisé que Lynx l'a assassiné car il souhaitait obtenir un artefact en sa possession, le Chrono Trigger, ou Œuf du temps. La quête de Kid pour retrouver la Flamme Gelée est motivée par le fait qu'il s'agissait de l'un des derniers souhaits de Lucca : faire en sorte que la Flamme soit enterrée dans la tombe de Marle, l'endroit où elle doit reposer, selon ses mots.
Anecdotes
- Dans Chrono Cross, on apprend que son nom complet est Lucca Griselarme (ルッカ・アシュティア, Rukka Ashutia?, Lucca Ashtear). Elle est d'ailleurs plus connue sous le nom de Dr. Lucca Griselarme et est devenue une grande scientifique reconnue.
- Au sommet du monts des défunts, lorsque le groupe utilise l'œuf du temps pour sauver Chrono, si Marle ne fait pas partie du groupe mais que Lucca est présente, ce sera elle qui donnera une étreinte à Chrono, exprimant ainsi sa joie et son émotion de le retrouver.

### Gren
- Nom japonais : Kaeru (カエル, Kaeru?)
- Âge : Inconnu
- Taille : 134 cm
- Poids : 42 kg
- Arme : Épée
- Élément : Eau

Gren est un honorable chevalier à l'apparence d'une grenouille anthropomorphe. Chrono et Lucca le rencontre pour la première fois dans l'abbaye de Manolia et se joignent à lui pour participer au sauvetage de la reine Lynne. Gren a fait la promesse de dédier sa vie à la protection de la reine, dont il est un ami très proche. Il mène autrement une vie solitaire au fin fond du bois maudit, non loin du village de Palpori.
Gren était autrefois un humain du nom de Glenn (グレン, Guren) ; son aspect de batracien est dû à un sortilège lancé par le sorcier Magus durant un affrontement entre ce dernier et son ami d'enfance, le héros légendaire Cyrus (サイラス, Sairasu). Durant ce combat, Cyrus perdit la vie et Magus et son bras-droit, Vinnie, humilièrent Glenn. Depuis ce jour, il s'est juré de se venger. 
Gren rejoint définitivement le groupe après que Chrono, Marle, Lucca et RoBo lui rapportent l'épée légendaire reconstituée Grandléon (グランドリオン, Gurandorion) et qu'il accepte enfin d'hériter du titre de héros légendaire. Une des quêtes annexes du jeu est destinée à offrir un repos mérité à l'âme tourmentée de Cyrus, qui hante les ruines au nord de la ville de Choras, en l'an 1 000.
La cinématique de fin de la version portée sur PlayStation montre que le sort sur Gren a été levée et qu'il a récupéré son apparence humaine. Lors de la chute de Gardia en l'an 1 005, son épée, Grandléon, a été volée par l'armée de Palpori et est devenue une arme maléfique, connue désormais comme la lame pourpre maudite, Masamune.
Anecdotes
- En japonais, Kaeru (カエル?) signifie "grenouille" ou "changer". Ces deux significations correspondent parfaitement au personnage.
- Dans la version nord-américaine, Gren se nomme Frog.
- Toujours dans la version nord-américaine, Gren parle avec un accent moyen anglais. Cependant, dans la retraduction de la version sur Nintendo DS, il parle d'une manière plus moderne.

### RoBo
- Nom japonais : Robo (ロボ, Robo?)
- Âge : plus de 300 ans
- Taille : 175 cm
- Poids : 189 kg
- Arme : Poings
- Élément : Aucun

RoBo est, comme son nom l'indique, une machine perfectionnée crée aux alentours de l'an 1 999 dans un dôme lointain. En 2 300, le groupe de Chrono le retrouve en très mauvais état dans le dôme de Prométhée et Lucca décide de le réparer et de le réinitialiser. Pour prouver sa reconnaissance, il aide le groupe à infiltrer l'usine afin de désactiver le seau posée sur une porte du dôme gardant l'accès à un portail temporel.
RoBo fait partie d'une série de machines nommée la Série R, son numéro de série étant R-66Y. Durant la quête à l'usine, les autres machines de la Série R tenteront de l'éliminer, car son alliance avec des humains va l'encontre de son objectif en tant que machine.
Durant les périples de Chrono et ses amis, Lucca devient très proche de RoBo. Elle aidera ce dernier à trouver sa place dans ce monde en le traitant comme un égal et non comme une simple machine. 
Une des quêtes annexes vers la fin du jeu nous en apprend plus sur le passé de RoBo. On découvre que son véritable nom est Prométhée (プロメテス, Purometesu) et qu'il a une petite amie, Atropos (アトロポス, Atoroposu). Cette dernière a été reprogrammée par Cerveau Mère (マザーブレイン, Mazāburein), une intelligence artificielle hostile envers la race humaine désirant dominer le monde avec une armée de machines. Bien heureusement, le groupe de Chrono détruiront l'unité centrale, libérant Atropos de l'emprise, mettant ainsi fin aux plans de Mère.
Dans une autre quête annexe, en l'an 600, RoBo aide Fiona à restaurer la forêt voisine de Palpori pendant 300 ans. En l'an 1 000, le groupe le retrouve dans l'église de Fiona et le réactive.
Dans Chrono Cross, RoBo devient une partie intégrante du Projet Kid élaboré par Gasch. C'est le circuit de Prométhée, bloquant l'accès à la Flamme gelée pour empêcher le superordinateur SORT d'y avoir accès. Il interagira très brièvement avec Serge, le héros du jeu, avant d'être éliminé sans état d'âme par SORT.
Anecdotes
- RoBo ne peut pas utiliser la magie vu qu'il n'est pas humain, mais certaines de ses compétences ont pour attribut l’élément ténèbres.

### Ayla
- Nom japonais : Eira (エイラ, Eira?)
- Âge : 24 ans
- Taille : 168 cm
- Poids : 59 kg
- Arme : attaques à main nues
- Élément : Aucun

Ayla est une jeune femme de la tribu de Ioka en l'an −65 000 000, élue cheffe de son village en raison de son courage et de sa force légendaire. Elle respecte et admire la force et la combativité chez les autres et accueillera le groupe de Chrono à la fête de son village lors de leur première rencontre après avoir observé leur combat contre un groupe de Sauriens, une race belliqueuse de reptiles dominant l'ère préhistorique. Après que Chrono ait gagné contre Ayla à un jeu organisé par le village, cette dernière lui offrira une pierre onirique, une relique du passé que le groupe est justement venue chercher à cette époque.
Le petit ami d'Ayla, Kino, jaloux de l'intérêt que sa compagne porte envers Chrono, dérobe la clé stabilisatrice permettant d'ouvrir les portails temporels ; lorsque le groupe l'intercepte enfin, les sauriens se sont déjà emparé à leur tour de la fameuse clé. En effet, le peuple d'Ayla est constamment en guerre contre les sauriens, qui obéissent aux ordres de leur reine Azara. Ayla rejoint temporairement le groupe pour les aider à retrouver la clé et combattre les sauriens. 
Bien plus tard, Chrono et son groupe retournent en l'an −65 000 000 et découvrent que les sauriens ont attaqué le village caché de Laruba, une tribu qui refuse la violence et la guerre, contrairement aux habitants de Ioka qui sont en conflit ouvert avec les reptiles. Le groupe retrouve Ayla, qui décide une nouvelle fois de se joindre à eux et qui fait appel à des ptéranodon, permettant au groupe de s'envoler vers le fort Tyrannos, la citadelle où vit Azara. Après la mort de la reine des sauriens, Ayla rejoint définitivement le groupe.
La cinématique de fin de la version portée sur PlayStation montre Ayla et Kino se mariant en s'échangeant des bagues ornées d'une pierre onirique.
Anecdotes
- Du fait qu'Ayla soit née avant l'apparition de la magie sur la planète, elle n'a aucune compétence d'attribut magique, son espèce n'en ayant pas la possibilité génétiquement.
- Ayla faisant partie de l'espèce des premiers hommes, elle s'exprime dans un langage limité, mais elle a l'esprit vif et est dotée de toutes autres caractéristiques propres aux humains, comme l'instinct de survie et la curiosité.
- Dans Chrono Cross, une jeune fille nommée Leah (リーア, Rīa?) ressemble beaucoup à Ayla. À la fin du jeu, elle déclare qu'elle nommera sa future fille "Ayla", nom qui signifierait dans sa langue "nouveau chant de la terre".
- Son nom viendrait de toute évidence des romans de Jean M. Auel, Les Enfants de la Terre, racontant la vie préhistorique d'une jeune femme physiquement semblable sous tous les aspects au personnage du jeu. Le nom original est le même que dans la version japonaise des livres[1].

### Magus
- Nom japonais : Maoh (魔王, Maō?, litt. Roi démon)
- Âge : aux alentours de 30 ans
- Taille : 178 cm
- Poids : 58 kg
- Arme : Faux
- Élément : Ténèbres

Magus est un mystérieux sorcier, connu sous le titre de Magistère et symbole d'un culte pour les Mystiques, une race de monstres très présente au Moyen-âge. Il a mené en compagnie de Vinnie (ビネガー, Binegā), Soja (ソイソー, Soisō) et Mayo (マヨネー, Mayonē), une guerre contre le royaume de Gardia. 
Les rumeurs racontent qu'il est le créateur de Lavos, ce qui poussera le groupe de Chrono à démarrer une quête pour la restauration de l'épée Grandléon, la seule arme susceptible de le vaincre. Au repaire du Magistère, à la fin d'un combat épique contre lui, celui-ci affirme qu'il n'a pas créé Lavos mais qu'il allait simplement l'invoquer. Cependant, l'intervention du groupe stoppa le processus d'invocation, sauvant probablement Magus d'une mort certaine ; en effet, sans leur interruption, il était potentiellement destiné à mourir durant son combat solitaire contre l'extraterrestre. Un vortex temporel apparaît à la place et transporte Magus à l'ère antique. 
Ayant désormais atterrit en l'an −12 000, l'énigmatique sorcier se fait passer pour un prophète prédisant l'avenir et essaye de convaincre la Reine Zhyle (ジール, Jīru), de lui faire confiance. Il la prévient de l'arrivée de Chrono et de ses amis sur les terres sacrées de Zhyle, les dépeignant comme un groupe dangereux cherchant à renverser le royaume. Au cours des évènements dans le sanctuaire sous-marin, il révèle enfin ses véritables intentions, qui étaient de manipuler la reine pour atteindre Lavos et le combattre, mais il échoue.
Plus tard, le groupe le retrouve au cap nord et celui-ci confie qu'il était autrefois le prince Janus (ジャキ, Jaki), le fils de la reine Zhyle et le frère de Sarah (サラ, Sara). Lors de l'incident du sanctuaire sous-marin, un portail temporel l'a envoyé au Moyen-Âge, où il fut recueilli par Vinnie. Le joueur aura la possibilité de le combattre, ou bien de l'épargner. Si le groupe refuse le combat, ce dernier décide de rejoindre le groupe en raison du fait qu’ils partagent le même but : vaincre Lavos. Il révèle également un indice pour trouver un moyen de ressusciter Chrono.
À la fin du jeu, Magus part à la recherche de sa sœur, Sarah, portée disparue depuis les évènements du sanctuaire sous-marin. 
Dans Radical Dreamers, Magus a pris le nom de Magil (ギル, Giru) et est décrit comme un magicien masqué de haut niveau pouvant se mouvoir dans l'ombre à volonté. Il a sauvé Kid, quelques années auparavant, lorsque celle-ci s'est faufilé dans le manoir Ophide pour venger la mort de sa sœur adoptive, Lucca. Il deviendra son mentor et l’accompagnera dans toutes ses aventures, plus tard rejointes par Serge. Il connaît la véritable identité de Kid.
Dans Chrono Cross, Janus est mentionné dans une lettre de Lucca, qui déclare qu'il protège Kid dans l'ombre.
Anecdotes
- Au départ, Magus devait être présent dans Chrono Cross, mais il a été retiré car il aurait été difficile de représenter correctement son histoire parmi la multitude de personnages jouables[réf. nécessaire]. Son personnage a été remplacé par Guile (アルフ, Arufu?, Arf) - dont le nom, dans la version japonaise, est un diminutif d'Alphard (アルファド, Arufado?), le chat de Janus - un simple magicien se joignant à Serge pour infiltrer le manoir Ophide à la suite d'un pari avec la voyante de la ville de Tormina.
- Dans la nouvelle fin présente dans la version sur Nintendo DS, le groupe de Chrono emprunte un vortex dimensionnel vers les ténèbres des Temps et découvre une version alternative de Magus venue combattre l'Onirophage (夢喰, Yumekui?) pour libérer Sarah. À la fin du combat, Sarah explique que ce monstre ne peut pas être vaincu par la force brute et envoie Magus hors des ténèbres du Temps. On le retrouve alors dans une forêt, apparemment amnésique, mais ayant le sentiment qu'il doit retrouver quelque chose ou quelqu'un.

## Réception
GamePro classa Lavos le 34e plus diaboliques méchant de jeu vidéo de tous les temps.
IGN classa Lavos 75e dans le « Top 100 des méchants de jeux vidéo » en disant « Malgré la victoire de Chrono, être l'auteur de l'anéantissement de l'humanité tout en faisant la sieste fait de Lavos un très bon candidat pour le top 100 des méchants, ne pensez-vous pas ? ». Magus a également été classé 52e.